# Paul Magnier
Paul Magnier (* 14. April 2004 in Varces-Allières-et-Risset) ist ein französischer Radrennfahrer.

## Sportlicher Werdegang
Als Junior in mehreren Radsportarten aktiv, lag Magniers Schwerpunkt zunächst im Mountainbikesport. Highlight seiner Karriere war der Gewinn der Bronzemedaille im Cross-Country der Junioren bei den Mountainbike-Weltmeisterschaften 2022. Auf der Straße startete Magnier 2022 mehrfach für die Nationalmannschaft und erzielte Tageserfolge bei verschiedenen Etappenrennen. Zum Abschluss der Saison belegte er den vierten Platz im Straßenrennen bei den Straßenradsport-Weltmeisterschaften 2022.
Nach dem Wechsel in die U23 wurde Magnier Mitglied im Team Trinity Racing, das sowohl auf der Straße als auch im MTB durch die UCI lizenziert ist. Mit dem MTB-Team nahm er unter anderem am Weltcup, an der Cape Epic und am Roc d’Azur teil, blieb aber ohne vordere Platzierungen. Auf der Straße verpasste er als Zweiter auf der letzten Etappe der Tour du Limousin knapp seinen ersten Sieg. Sein wichtigstes Ergebnis der Saison war der dritte Platz im U23-Straßenrennen bei den Straßenradsport-Europameisterschaften 2023.
Zur Saison 2024 erhielt Magnier einen Profi-Vertrag beim UCI WorldTeam Soudal Quick-Step und gewann bei seinem Debüt die Trofeo Ses Salines-Felanitx. Kurz darauf war er auch bei der Oman-Rundfahrt erfolgreich. Beim Giro Next Gen, einem der wichtigsten Rennen in der U23, gewann er zwei Sprintetappen und die Punktewertung der gesamten Rundfahrt. Bei der Bretagne Classic Ouest-France 2024 verpasste er als Zweiter nur knapp seinen ersten Sieg auf der UCI WorldTour. Zum Abschluss der Saison gewann er drei Etappen bei der Tour of Britain jeweils im Massensprint.
Beim Étoile de Bessèges startete er mit einem Etappensieg in die Saison 2025. Anschließend startete er beim Giro d’Italia zum ersten Mal bei einer Grand Tour, stieg allerdings nach der 15. Etappe in den Alpen aus. Nach einer Erfolgsserie von drei Siegen bei den belgischen Europe-Tour-Rennen Heistse Pijl, Elfstedenronde und Dwars door het Hageland im Juni gewann er im August die 4. Etappe der Polen-Rundfahrt im Sprint. Dies war gleichzeitig sein erster Sieg bei einem WorldTour-Rennen.

## Erfolge
2022
- MTB-Weltmeisterschaften – Cross-Country XCO (Junioren)
- eine Etappe Tour du Pays de Vaud
- eine Etappe Ain Bugey Valromey Tour
- zwei Etappen und Punktewertung Giro della Lunigiana

2023
- Europameisterschaften – Straßenrennen (U23)

2024
- Trofeo Ses Salines-Felanitx
- eine Etappe Oman-Rundfahrt
- eine Etappe und Punktewertung Course de la Paix Grand Prix Jeseníky
- zwei Etappen und Punktewertung Giro Next Gen
- drei Etappen Tour of Britain

2025
- eine Etappe Étoile de Bessèges
- Heistse Pijl
- Dwars door het Hageland
- Elfstedenronde
- eine Etappe Polen-Rundfahrt

## Grand-Tour-Platzierungen
| Grand Tour            | 2025 |
| --------------------- | ---- |
| Giro d’ItaliaGiro     | DNF  |
| Tour de FranceTour    | –    |
| Vuelta a EspañaVuelta | …    |